# Amy Gaipa
Amy Gaipa (* 1970 in St. Joseph, Michigan) ist eine US-amerikanische Theater- und Filmschauspielerin.
Amy Gaipa absolvierte bis 1992 ein Theater-Studium am Hope College in Holland (Michigan). Danach folgte ein zweijährige Schauspiel-Ausbildung an der Circle in the Square Theatre School am Broadway in New York City. Sie war dann hauptsächlich als Theater-Schauspielerin aktiv. 1997 spielte sie das Dienstmädchen Trudy Bolt im Welterfolg Titanic.

## Filmografie (Auswahl)
- 1997: Titanic
- 2009: An Englishman in New York
- 2011: Silver Tongues
- 2013: La Vida Inesperada